# Antonio Cicognara
Antonio Cicognara (Crémone, avant 1480 - Ferrare, après 1500) est un peintre italien miniaturiste qui fut actif à la fin du XVe siècle.

## Biographie
Les années de sa naissance et de sa mort ne sont pas connues. Les seules informations le concernant recouvrent uniquement une période comprise entre les années 1480 et 1500.
En 1482-1483, il collabore avec  Giovanni Gadio pour la préparation et la décoration d’un antiphonaire en deux volumes et d'un psautier (perdu) pour le Dôme de Crémone.
Une intervention décorative, qui remonterait à 1460, dans la Rocca dei Rossi de Roccabianca, qui lui est attribuée, n'est peut-être pas de sa main.
Antonio Cicognara serait aussi l'auteur de six atouts du jeu de tarot dit Visconti-Sforza ou Colleoni-Baglioni, aujourd'hui dispersé entre la Morgan Library & Museum (ex-Pierpont Morgan Library) à New York et l'Académie Carrara à Bergame. Mais cela a été contesté par l'historien du tarot Michael Dummett, qui préférait les attribuer à Benedetto Bembo. Toutefois, il a été récemment établi que ces six cartes étaient l’œuvre de Franco dei Russi.
Entre 1486 et 1487, Cicognara est encore à Crémone réalisant des travaux (perdus) en l'église San Rocco et dans le Spedale della Pietà.

## Style
Les quelques œuvres signées et qui lui sont attribuées sont caractérisées par une exubérante fantaisie décorative et par une préciosité chromatique.
De sa technique d'exécution et de composition émerge une personnalité d'origine lombarde dont l'art a subi l'influence de l'école ferrarraise et de la tradition miniaturiste crémonaise.

## Œuvres
- Enuminures d'un antiphonaire en deux volumes (Corale IV e V), 1482-83, Duomo, Crémone,
- Adoration de l'Enfant et deux saints, Pinacoteca Ala Ponzone, Crémone[5].
- Saint Georges et la Princesse, fin XVe siècle, Pinacothèque Tosio Martinengo, Brescia.
- Madonna, 1480, Palazzo dei Diamanti, Ferrare[1].
- Madonna, 1490, collection Cologna[1].
- Figure mystique du Christ, fin XVe siècle, National Gallery, Londres[6].
- Sainte Catherine et une sœur dévote (recto), Saint franciscain (?) (verso), Académie Carrara, Bergame.
- La Vierge apprend à lire à l'Enfant et La Fuite en Égypte, Musée des Beaux-Arts, Nice.

## Sources
- (it) Cet article est partiellement ou en totalité issu de l’article de Wikipédia en italien intitulé « Antonio Cicognara » (voir la liste des auteurs).